# Diego Viamontes
Diego Jair Viamontes Cotera (23 settembre 1990) è un giocatore di football americano messicano, che gioca come wide receiver per i Reyes de Jalisco.
Dopo aver giocato per una squadra universitaria messicana passa ai Raptors de Naucalpan e in seguito fa parte del roster di offseason dei Monterrey Steel. Passa quindi ai Mayas de la Ciudad de México e nel 2019 è selezionato dai canadesi Edmonton Eskimos (che dal 2021 si chiameranno Elks) con la prima scelta assoluta del Draft CFL-LFA 2019. Nel 2022 torna in Messico ai Cabo Marlins della FAM e l'anno successivo rientra in LFA ai Dinos de Saltillo. Dal 2024 gioca nei Reyes de Jalisco.